# Иванченко, Прокофий Леонтьевич
Прокофий Леонтьевич Иванченко (14 июля 1907, Добровеличковка, Херсонская губерния — 25 января 1975, Одесса) — советский биолог; доктор биологических наук, профессор, ректор Одесского государственного университета имени И. И. Мечникова (1949—1953).

## Биография
П. Л. Иванченко родился 14 июля 1907 года в с. Добровеличковка. Начальное и среднее образование получил в сельской школе, где учился до 1927 года.
После окончания биологического факультета Одесского института профессионального образования в 1933 году был зачислен в аспирантуру Одесского государственного университета по кафедре дарвинизма (наук. рук. проф. Г. А. Машталлер). С 1934 года работал ассистентом кафедры дарвинизма, а с 1935 года читал курсы «Диалектика природы» в Одесском медицинском институте и «Диалектический материализм» — на биологическом факультете ОГУ.
В январе 1938 года защитил кандидатскую диссертацию по биологическим наук на тему «Видовые особенности в проявлении гидротропических и геотропических свойств растений», а в ноябре того же года ему присвоено ученое звание — доцент.
С сентября 1936 года — заместитель декана биологического факультета ОГУ и штатный доцент кафедры дарвинизма. Одновременно читает «Дарвинизм» в Одесском сельскохозяйственном и «Генетику» — в Николаевском институтах.
По предложению Всесоюзного комитета по делам высшей школы с февраля 1939 года перешёл в Уманский сельскохозяйственный институт на должность декана плодоовощного факультета и заведующего кафедрой дарвинизма, генетики и селекции.
С 10 июля 1941 года находился в действующих частях Советской Армии, участвует в боях под Сталинградом. Его боевой путь отмечен четырьмя государственными наградами: орденом Красной Звезды, медалями «За оборону Сталинграда», «За взятие Кёнигсберга», «За победу над Германией в Великой Отечественной войне 1941—1945 гг.». После окончания войны с 1 июля 1946 года работал в должности заведующего кафедрой дарвинизма и заместителя, а в дальнейшем — декана биологического факультета ОГУ.
4 февраля 1949 года П. Л. Иванченко был назначен ректором Одесского государственного университета. Во время его ректорства состоялись конструктивные изменения в университете: был введён в эксплуатацию ещё один учебный корпус (ул. Щепкина, 12) (1950), отстроен корпус химического факультета (1951), были хорошо оборудованы некоторые кабинеты, введён в эксплуатацию новый спортивный зал, снова была открыта типография, развернулась издательская деятельность университета.
В апреле 1952 года защитил докторскую диссертацию на тему «Введение в биологию» в Специализированном совете Ленинградского университета, а в 1953 году ВАК СССР утвердил его в учёном звании профессора по кафедре дарвинизма ОДУ.
С 1954 года по приказу Министерства высшего и среднего специального образования УССР П. Л. Иванченко был назначен заведующим кафедрой биологии Одесского медицинского института им. Н. И. Пирогова.
Умер П. Л. Иванченко 25 января 1975 года. Похоронен на 2-м христианском кладбище в Одессе.

## Научная деятельность
Научная деятельность проф. П. Л. Иванченко была посвящена вопросам общей биологии, биохимии, дарвинизма, краевой паразитологии юга Украины. Им опубликовано более 60 научных работ и воспитано большое количество учеников, которые работают в разных вузах и научно-исследовательских институтах государства.

##### Труды
- Гідротропізм у рослин у світлі філогенезу / П. Л. Іванченко // Тр. Одес. держ. ун-ту. Біологія. — 1937. — Т. 2. — С. 139—157.
- Процес регенерації у Paramecium caudatum / П. Л. Іванченко // Тр. Одес. держ. ун-ту. Біологія. — 1937. — Т. 2. — С. 131—137.
- Гідротропізм та екологія / П. Л. Іванченко // Зб. наук. пр. Одес. наук. ун-ту. — 1938. — № 3.
- Введение в биологию : [учеб. пособие для биол.-почв. фак. ун-тов и естеств. фак. пед. ин-тов] / П. Л. Иванченко. — М.: Совет. наука, 1951. — 349 с. ; 2-е вид. — 1954. — 358 c.
- Вчення Дарвіна про мінливість організмів, штучний та природний відбір / П. Л. Іванченко. — Киев: Рад. шк., 1958. — 54 с.
- Происхождение и развитие жизни и человека на Земле / П. Л. Иванченко. — Одесса: Обл. изд-во, 1955. — 94 с.
- Передумови еволюційної теорії в науці античного періоду і середніх віків / П. Л. Іванченко. — Киев: Рад. шк., 1958. — 54 с.
- Посібник для практичних занять з біології / П. Л. Іванченко. — Киев: Держмедвидав, 1959. — 219 с.
- Паразитофауна диких животных Одесской области / П. Л. Иванченко // Тр. 3-й науч. конф. Паразитологов УССР (дек. 1956 г.) : тез. докл. — Киев, 1960. — С. 28-30.
- Курс дарвініму : підручник / П. Л. Іванченко, Г. А. Машталер. — Киев: Рад. шк., 1963. — 351 с.
- Выживаемость и развитие яиц аскарид на орошаемых и неорошаемых почвах пригородных хозяйств Одессы / П. Л. Иванченко // Сб. науч. работ по паразитологии МССР. — Кишинёв, 1965. — С. 1—3.

## Награды
- Ордена Красной Звезды, Трудового Красного Знамени, «Знак Почета»
- Медали «За оборону Сталинграда», «За взятие Кёнигсберга», «За победу над Германией в Великой Отечественной войне 1941—1945 гг.»